# 8386 Vanvinckenroye
A 8386 Vanvinckenroye (ideiglenes jelöléssel 1993 BB6) a Naprendszer kisbolygóövében található aszteroida. Eric Walter Elst fedezte fel 1993. január 27-én.